# Fernando Carrillo de Mendoza y Villarreal
Fernando Carrillo de Mendoza y Villarreal (Priego, p. siglo XVI - 1579), VII conde de Priego, cortesano y estadista español.

## Biografía
Era hijo de Luis Carrillo de Mendoza —VI conde de Priego— y de Estefanía de Villarreal.
En 1548 entró a la Corte del príncipe Felipe como gentilhombre de boca de la Casa de Borgoña. Ejerció este cargo hasta, por lo menos, 1574. También se desempeñó como mayordomo mayor de Juan de Austria y, desde 1570, con la muerte de su padre, como halconero mayor del rey. Anteriormente, además, había sido embajador en Portugal.
En 1570 fue nombrado asistente y capitán general de Sevilla (cargo alcanzado gracias a sus relaciones con la facción ebolista), y el 8 de agosto de ese mismo año tomó posesión de la villa de Priego, de sus rentas, fortaleza y patronato del convento de Nuestra Señora del Rosal, así como de los señoríos de Escavas y Cañaveras. 
En 1571 participó en la batalla de Lepanto y, tras el resultado favorable por parte de la Armada Católica, Juan de Austria le encomendó trasladarse a Roma para comunicar al pontífice Pío V la victoria cristiana. Además, éste lo autorizó a fundar en Priego, sobre la ermita de San Miguel, el convento de San Miguel de las Victorias, que se terminó en 1573 rememorando dicha victoria. Asimismo, se le otorgó una indulgencia plenaria y jubileo para todos los fieles que visitasen en la Pascua de Resurrección y el día de la Asunción la capilla del Rosario que estaba ubicada en la iglesia parroquial de Priego (la gracia se extendía mientras Fernando estuviese enterrado en dicha capilla). Años más tarde, el papa Gregorio XIII lo autorizó a levantar en la capilla de Nuestra Señora del Remedio cuatro capellanías, una mayor y tres menores.
También se le concedieron variadas mercedes: la de señor de las escribanías públicas, del pontazgo y penas de cámara de la ciudad de Guadalajara y de la escribanía de número y cabildo de la ciudad de San Juan de la Frontera (en el virreinato del Perú). 
Falleció, muy probablemente, en su señorío de Priego, y fue enterrado en la capilla del Rosario. 
El inventario de sus bienes se realizó poco después de su muerte, el 24 de abril de 1579.

## Matrimonio y descendencia
El 14 de julio de 1542 su padre acordó que contrajese matrimonio con Juana Carrillo de Albornoz —hija del señor de Torralba y Beteta, Luis Carrillo de Albornoz—. Tuvo tres hijos: Pedro, Antonio y Luis Carrillo de Mendoza, este último el cual sucedió en el condado de Priego.